# Mark Davis (basket-ball, 1973)
Pour les articles homonymes, voir Mark Davis et Davis.
Ne doit pas être confondu avec Mark Davis (basket-ball, 1963) ou Mark Davis (basket-ball, 1960).
Mark Davis, né le 26 avril 1973, à Thibodaux, en Louisiane, est un joueur américain de basket-ball. Il évolue au poste d'ailier.